# Митрофаново (Вашкинский район)
Митрофаново — деревня в Вашкинском районе Вологодской области.
Входит в состав Васильевского сельского поселения, с точки зрения административно-территориального деления — в Васильевский сельсовет.
Расстояние по автодороге до районного центра Липина Бора — 12 км, до центра муниципального образования деревни Васильевская — 15 км. Ближайшие населённые пункты — Верхнее Хотино, Нижнее Хотино, Скоково.
По переписи 2002 года население — 11 человек.